# NHK熊本放送局
NHK熊本放送局（エヌエイチケイくまもとほうそうきょく）は、熊本県を放送対象地域とする日本放送協会（NHK）の地域放送局。テレビとラジオで県域放送を行っている。

## 概要
九州初の放送局として1928年に開局し、長らく九州沖縄8県を統括する中核としての位置づけがなされていたが、1992年6月5日の組織改正により九州の中核局としての機能が福岡局に完全集約され、熊本のローカル局として再出発した。以後今日に至るまで、地域に密着した活動を展開している。
ラジオ放送のうち、第2放送（呼出符号：JOGB、873kHz）は、送信出力500kWの大電力で県内はもちろん、西日本の広い範囲にわたり送信されている。出力500kWは日本最大級で、ほかに秋田、札幌、東京本局のラジオ第2放送のみとなっている。

## 沿革

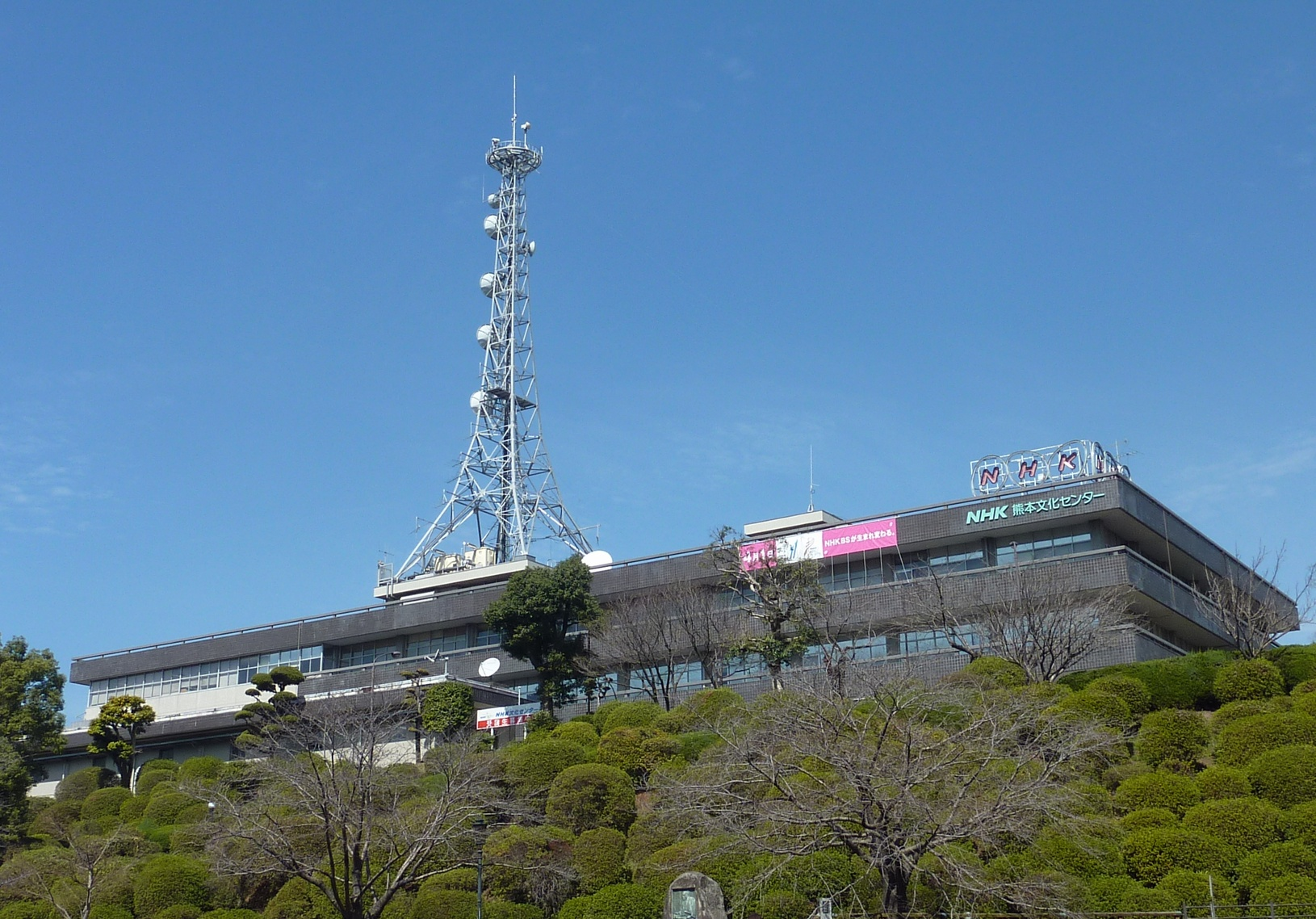
旧放送会館（2011年3月）

- 1928年（昭和3年）6月16日 - 社団法人日本放送協会熊本放送局開局。九州初の放送局としてラジオ放送開始。
- 1934年（昭和9年）5月16日 - 熊本中央放送局として九州地区の拠点放送局に昇格。
- 1945年（昭和20年）9月 - ラジオ第2放送開始。
- 1950年（昭和25年）6月1日 - 放送法施行に伴い社団法人日本放送協会が解散、特殊法人としての日本放送協会が一切の権利義務を継承。
- 1957年（昭和32年）6月1日 - 九州管内放送関係業務を福岡放送局に移管。
- 1958年（昭和33年）2月 - NHK熊本テレビジョン放送開始。
- 1963年（昭和38年）2月 - NHK熊本教育テレビジョン（Eテレ）放送開始。
- 1964年（昭和39年）10月1日 - 総合テレビジョンのカラー放送開始[2]。
- 1966年（昭和41年）3月20日 - 教育テレビジョンのカラー放送開始[3]。
- 1971年（昭和46年）7月1日 - 地方本部制度導入により、日本放送協会九州本部に改称[4]。
- 1972年（昭和47年）12月13日 - ラジオ第2放送の送信所を大津町に移転。出力を10kWから500kWに増力するとともに、周波数も1560kHzから870kHzに変更する[5][6]。
- 1980年（昭和55年）7月25日 - 中央放送局制度廃止に伴って、日本放送協会熊本放送局に改称。
- 1983年（昭和58年）6月9日 - 総合テレビジョンの音声多重放送開始[7]。
- 1991年（平成3年）3月21日 - 教育テレビジョンの音声多重放送開始。
- 1992年（平成4年）6月5日 - NHKの組織改正により、九州地方の統括機能を福岡放送局に全面移管（放送関係業務は前述の通り1957年に移管）[1]。
- 2006年（平成18年）
  - 11月1日 - 地上デジタル放送の試験放送開始。
  - 12月1日 - 地上デジタル放送本放送開始。
- 2011年（平成23年）7月24日 - アナログ放送終了。
- 2016年 (平成28年) 11月30日 - 現放送会館が竣工[8]。
- 2017年（平成29年）
  - 6月5日 - 放送会館を熊本市中央区千葉城町の熊本城址内から熊本市中央区花畑町（はなばたちょう）の花畑公園隣（熊本朝日放送旧本社向かい）に移転。先行して営業部は5月22日から新会館で業務を開始、視聴者公開スペースは遅れて6月17日からの開放[9]。移転前も移転後も熊本中央郵便局の集配エリアであるため、郵便番号は「860-8602」(事業所に付与された個別郵便番号)を引き続き使用している。
  - 12月13日 - 同年6月に閉鎖した旧放送会館を熊本地震で被災した熊本城などの復旧復興のため、熊本市に2021年（令和3年）4月まで貸与することを総務省が認可した[10]。
- 2018年（平成30年）
  - 4月改編より土日祝日（年末年始も含む）のローカルニュース・気象情報などは原則としてテレビ・ラジオともに選挙及び災害などを除きすべて福岡からの九州沖縄ブロックニュースに統一され、熊本からのローカルニュース・気象情報は平日のみの放送になった。その後、2022年（令和4年）度よりテレビの18:45のローカルニュース・気象情報は各局別に戻された[11]。ただし、大型連休の谷間やお盆休み、年末年始期間は原則として全時間帯で、ラジオは原則として従来通り全時間帯でそれぞれ福岡発となっている。
  - 6月16日 - 開局90周年[12]。
- 2023年（令和5年）
  - 4月1日 - 令和改革により、部制（放送部・営業推進部等）からセンター制に見直され、コンテンツセンター、経営管理企画センターへ再編された。
  - 5月15日 - NHKプラスで地域向けのテレビ番組の見逃し配信が開始[13]。

## 主なテレビ局のチャンネル
| 地区区分 | 局名     | デジタル       | デジタル       | デジタル       | アナログ（2011年7月24日で終了） | アナログ（2011年7月24日で終了） | アナログ（2011年7月24日で終了） |
| 地区区分 | 局名     | 総合 ch        | Eテレ ch       | 空中線電力     | 総合 ch                         | 教育 ch                         | 映像空中線電力                  |
| -------- | -------- | -------------- | -------------- | -------------- | ------------------------------- | ------------------------------- | ------------------------------- |
| 熊本地方 | 熊本     | 28             | 24             | 1kW            | 9                               | 2                               | 2kW（総合） 1kW（教育）         |
| 熊本地方 | 玉名     | 28             | 24             | 1W             | 53                              | （熊本局受信）                  | 10W                             |
| 熊本地方 | 八代     | （熊本局受信） | （熊本局受信） | （熊本局受信） | 61                              | 58                              | 30W                             |
| 阿蘇地方 | 阿蘇     | 28             | 24             | 1W             | 58                              | 53                              | 10W                             |
| 天草地方 | 天草牛深 | 20             | 13             | 300mW          | 9                               | 2                               | 3W                              |
| 天草地方 | 天草本渡 | 29             | 23             | 300mW          | 55                              | 51                              | 3W                              |
| 葦北地方 | 水俣     | 20             | 25             | 100W           | 4                               | 1                               | 500W                            |
| 球磨地方 | 人吉     | 17             | 25             | 10W            | 3                               | 1                               | 75W                             |

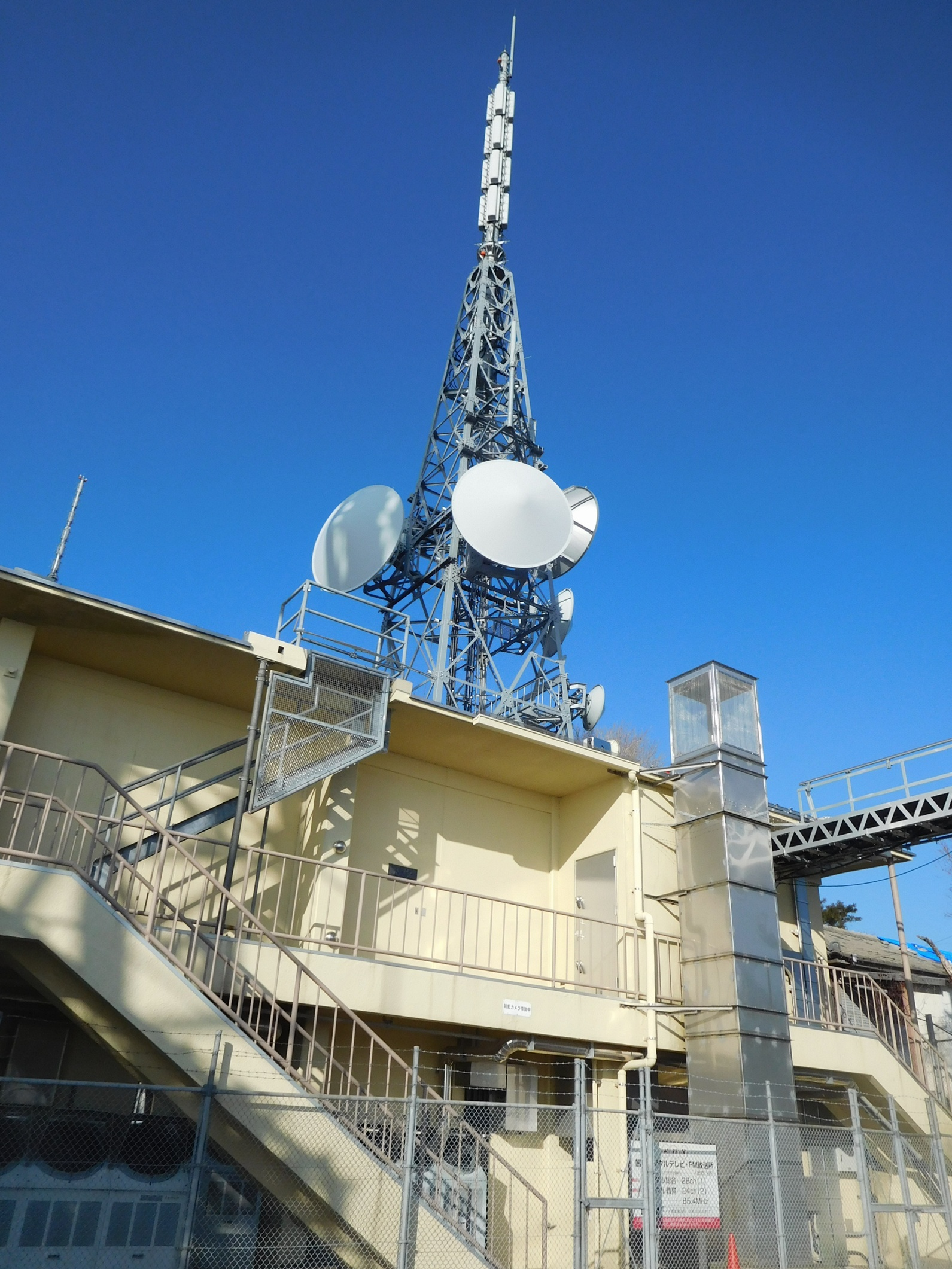
金峰山放送所（デジタル総合・教育）

親局である熊本局の廃止されたアナログ放送で、総合と教育の出力が異なっていたことは全国的にも珍しく、教育の方が小さかった。1979年までは、九州朝日放送（KBC）北九州局の方が域内他局よりも出力を半分に抑えられており、当時は南区高宮本社から直接電波を出していたテレビ西日本（TNC）福岡親局についても、NHK熊本アナログ総合への影響を抑止するため同様に出力を抑えられていた。

## ラジオ局の周波数

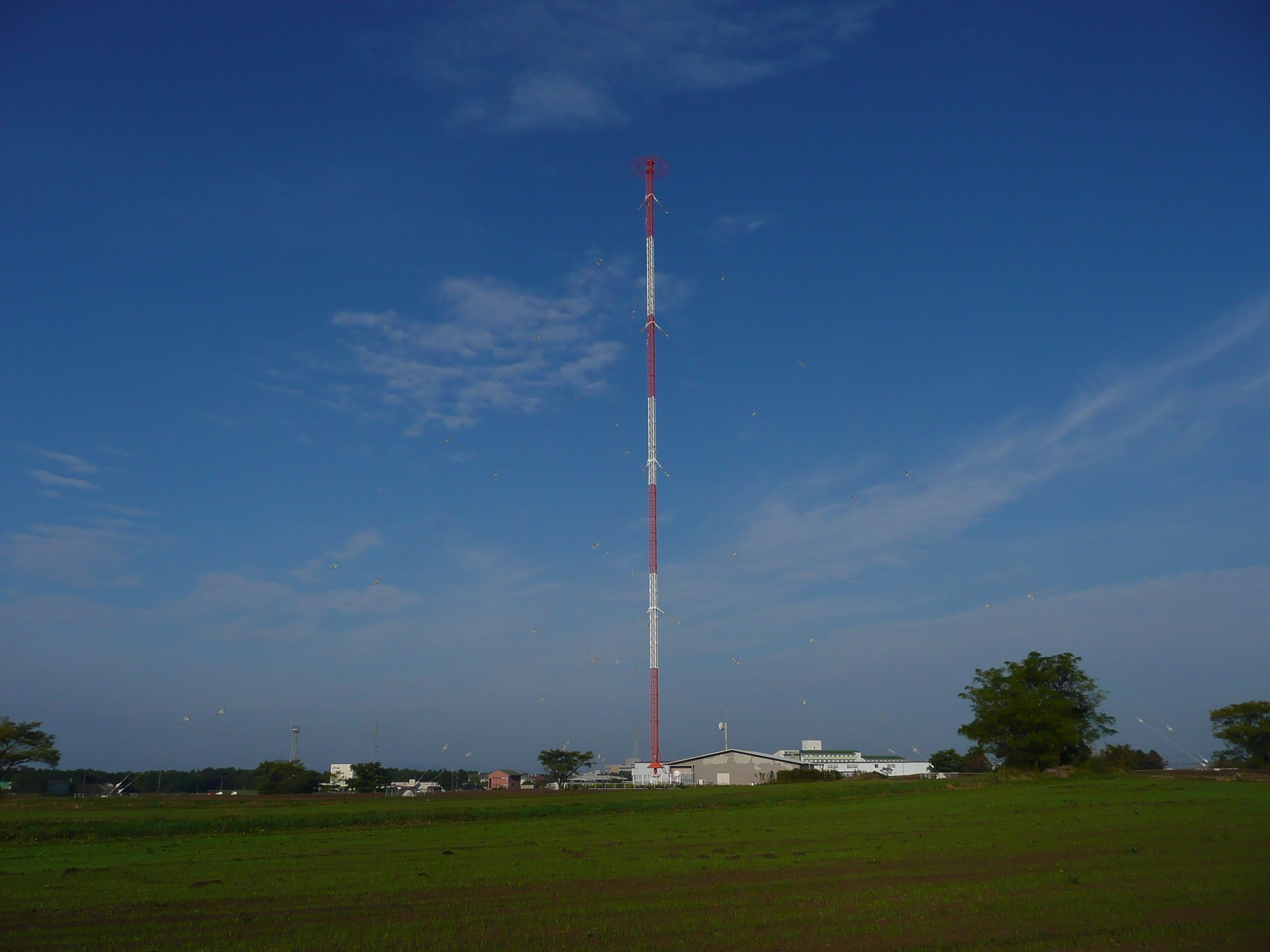
大津ラジオ放送所（ラジオ第2）

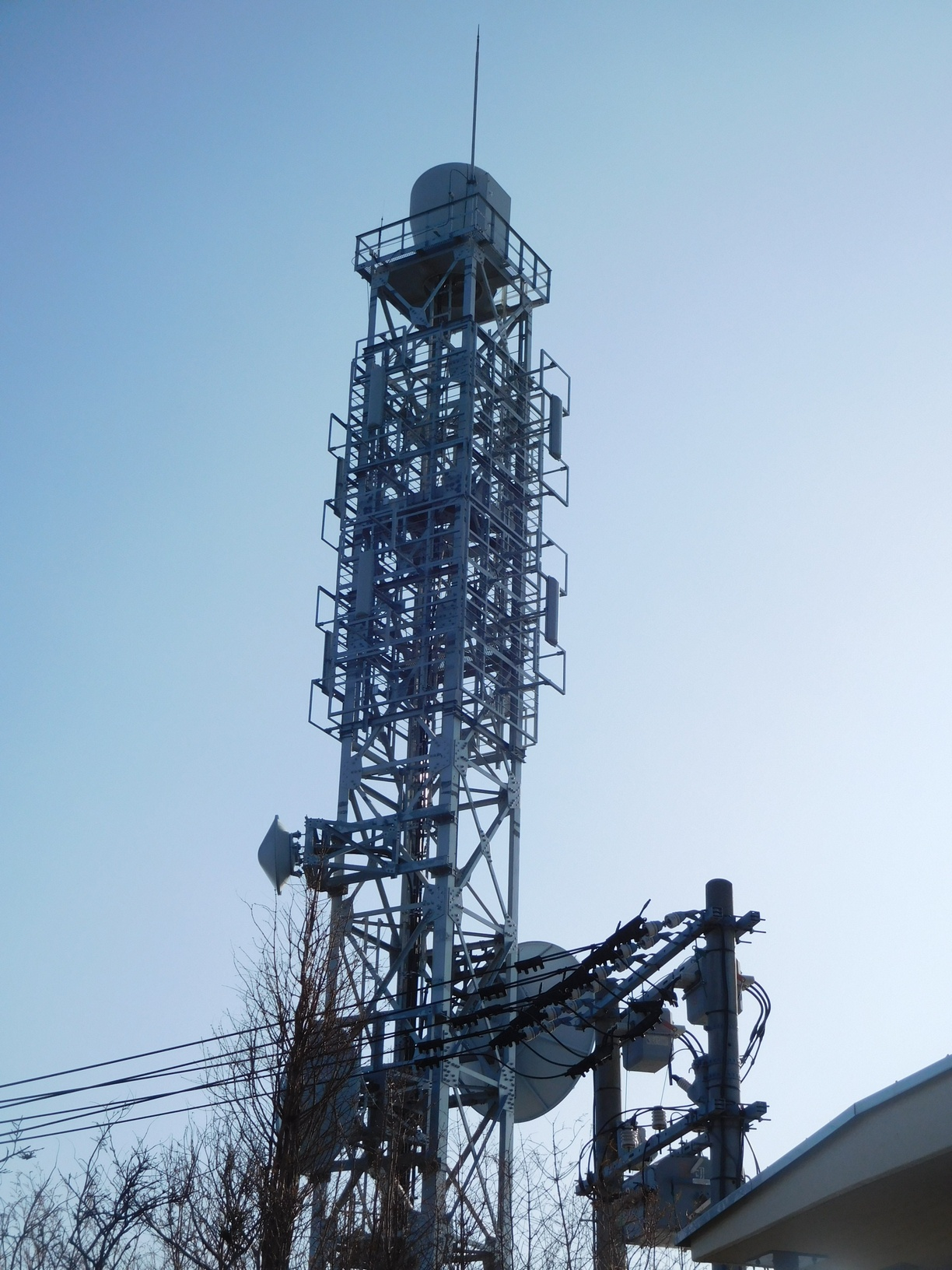
金峰山放送所（FM放送）

出力太字局はNHKのみ設置。
| 地区区分 | 局名               | ラジオ第1      | ラジオ第1   | ラジオ第2      | ラジオ第2   | FM             | FM          |
| 地区区分 | 局名               | 周波数 （kHz） | 空中線 電力 | 周波数 （kHz） | 空中線 電力 | 周波数 （MHz） | 空中線 電力 |
| -------- | ------------------ | -------------- | ----------- | -------------- | ----------- | -------------- | ----------- |
| 熊本地方 | 熊本               | 756            | 10kW        | 873            | 500kW       | 85.4           | 1kW         |
| 熊本地方 | （山都）矢部       |                |             |                |             | 89.8           | 10W         |
| 熊本地方 | （山都）蘇陽       |                |             |                |             | 86.8           | 10W         |
| 熊本地方 | （八代）坂本       |                |             |                |             | 83.1           | 1W          |
| 阿蘇地方 | 阿蘇               | 1503           | 1kW         |                |             | 86.3           | 3W          |
| 阿蘇地方 | 南阿蘇（高森）     | 1026           | 100W        |                |             | 83.8           | 10W         |
| 阿蘇地方 | 肥後小国           |                |             |                |             | 83.9           | 10W         |
| 天草地方 | 牛深               |                |             |                |             | 83.3           | 10W         |
| 天草地方 | 河浦               |                |             |                |             | 84.2           | 10W         |
| 天草地方 | 高浜               |                |             |                |             | 82.9           | 3W          |
| 葦北地方 | 水俣（FMは御所浦） | 1341           | 1kW         |                |             | 82.5           | 100W        |
| 葦北地方 | 芦北               |                |             |                |             | 81.5           | 1W          |
| 球磨地方 | 人吉               | 846            | 1kW         | 1602           | 1kW         | 82.8           | 50W         |
| 球磨地方 | 五木               |                |             |                |             | 84.0           | 10W         |

## 支局
- 水俣（旧報道室）
- 県南（旧報道室、八代市）
- 阿蘇（旧通信部）
- 県北（山鹿市）
- 人吉
- 天草

## 主な熊本局制作番組
2024年4月1日以降。

### 総合テレビ
太字はNHKプラスの「ご当地プラス」において見逃し配信を実施している番組。
- クマロク!（平日 18:10 - 19:00、祝日・年末年始は休止）
- くまもとの風（不定期金曜日 19:30 - 19:55、再放送 不定期土曜日 7:35 - 8:00）
- ニュース845くまもと（平日 20:45 - 21:00）
  - 祝日・年末年始は休止し、20:55 - 21:00に『九州・沖縄のニュース・気象情報』（福岡発）を放送。
  - 2023年度より、大型連休・お盆期間などは「九州・沖縄のニュース・気象情報」を放送するため休止。
- クマロク!645（土曜・日曜 18:45 - 18:59）[15]
- くまもと駅景色（毎月第1・第3日曜日 19:58 - 20:00）
- くまもとの石橋（毎月第2・第4日曜日 19:58 - 20:00）
- Jリーグ中継（ロアッソ熊本主催試合）[注 3]

### ラジオ第1放送
- 平日熊本県向けのラジオニュース 11:50（FMサイマル）、12:15（FMサイマル）、13:55、17:55、18:50（FMサイマル）
  - 上記以外は、福岡から九州沖縄地方向けのラジオニュースを放送。
- 防災・いのちのラジオ（毎年9月1日 12:20 - 13:00）[16][17][18][19]
  - 熊本放送（RKKラジオ）・エフエム熊本（FMK）・熊本シティエフエム・エフエムやつしろ・エフエム小国・あまくさシティエフエム（みつばちラジオ）との共同制作[16][19]。番組名の頭文字には西暦の数字が付けられる。NHKを除く民放各局は12:10からの放送[19]。なお、9月1日が日曜日に該当する場合は、8月31日に前倒しで放送される（2019年はこのスケジュールで放送）[17]。

## 過去の制作番組
- NHKニュース おはよう熊本
- くらしのチャンネル熊本→暮らしのガイド→テレメッセひのくに→ひのくにワイド→テレメッセくまもと
- NHKニューススタジオ熊本→くまもと630→イブニングネットワークくまもと→ひのくにワイド→ひのくにYOU
- ニュース645くまもと
- 金曜ナイトワイド 発見テレビ

## アナウンサー・キャスター
- 氏名の後の*印は過去に熊本放送局勤務経験あり。前任地が太字はその局が初任地。

| 氏名           | 前任地                    | 担当番組                                                    | 備考                                    |
| アナウンサー   |                           |                                                             |                                         |
| -------------- | ------------------------- | ----------------------------------------------------------- | --------------------------------------- |
| 田中秀喜*      | 北九州                    | 熊本県のニュース                                            | アナウンスグループ統括 菊池郡菊陽町出身 |
| 稲塚貴一       | 東京アナウンス室          | クマロク! （リポーター・コーナー進行） 熊本県のニュース     | 熊本市東区出身                          |
| 石井隆広*      | 東京アナウンス室          | クマロク! （キャスター） 熊本県のニュース                   | 宇城市出身                              |
| 吉岡篤史       | 山形                      | クマロク! （キャスター） スポーツ中継                       |                                         |
| 山本未来       | 初任地                    | 熊本県のニュース                                            | 荒尾市出身 記者から転向                 |
| 山下大海       | 初任地                    | 熊本県のニュース                                            |                                         |
| 契約キャスター |                           |                                                             |                                         |
| 赤塚安莉       | 北九州 （契約キャスター） | クマロク! （キャスター）                                    |                                         |
| 芹口いつみ     |                           | クマロク! （キャスター）                                    | 熊本県出身                              |
| 時川莉野       |                           | クマロク! （スポーツキャスター） 熊本県のニュース（ラジオ） | 熊本市出身                              |
| 気象予報士     |                           |                                                             |                                         |
| 結城弘汰       |                           | クマロク!                                                   | 南気象予報士事務所所属                  |

## 楽曲
- 「おもいで宝箱」（島津亜矢） - NHK熊本放送局・開局75周年記念楽曲